# Уральские горы
Ура́льские го́ры — горная система на Урале, расположенная между Восточно-Европейской и Западно-Сибирской равнинами. Простирается примерно с севера на юг через западную часть России, от побережья Северного Ледовитого океана до реки Урал и северо-западного Казахстана. Горный массив является частью условной границы между частями света Европой и Азией. Остров Вайгач и острова Новая Земля образуют дальнейшее продолжение горной цепи на север в Северном Ледовитом океане. Длина составляет более 2000 километров (с Пай-Хоем и Мугоджарами — более 2600 километров), ширина — от 40 до 150 километров.

## Этимология
В античных источниках Урал отчасти связывают с Рифейскими горами, чаще — с Гиперборейскими горами. По данным Птолемея, Уральские горы состоят из гор Римнус (Римнинус — река Яик или Уфа; Средний Урал), Норосы, «Норосские» — Южный Урал, с которых течёт река Яик (Урал) и северной части — Гиперборейские. Рипейские горы — однозначно водораздел между бассейнами Каспия, Чёрного моря и Балтики (Сарматским океаном) и др.
Начиная с первой летописи — «Повести временных лет», XI век нашей эры, — русские называли Уральские горы Поясовым, Сибирским, или Большим Камнем, или же Земным Поясом.
На первой карте Русского государства — «Большом чертеже», составленном во второй половине XVI века, Урал под названием «Большой Камень» был изображён в виде горного пояса, с которого берёт начало множество рек по водоразделу в нынешнем округе Златоустовских заводов и несколько южнее и несколько севернее; вначале только эту часть хребта русские называли Уралом (так, в книге по Большому чертежу говорится, что река Белая вытекла от Уральтовыя горы). И доныне в простонародье только эта часть хребта называется Уралом. Северную часть горного хребта называли Югорским хребтом или Югорским Камнем.
У других коренных народов Урала (ханты, манси, коми, ненцы) имеются иные традиционные названия Уральских гор: коми Из, манс. Нёр, хант. Кев, нен. Нгарка Пэ.
Современная топонимика рассматривает две основные версии происхождения топонима «Урал». 
1. Создатель мансийской версии происхождения названия Э. К. Гофман сравнивал название Урал с мансийским ур («гора»). В XX веке эту теорию развили венгерские учёные, выводя название манс. ур ала («вершина горы»), но, при кажущейся убедительности этой версии, сами манси называют Уральские горы Нёр («Камень») и никогда не применяли сочетание ур ала ни к Уралу в целом, ни к отдельным его вершинам[9].
2. Вторая версия рассматривает заимствование топонима из башкирского языка. Действительно, из всех автохтонных народов Урала это название издревле существует только у башкир и поддерживается на уровне языка, легенд и традиций (эпос Урал-батыр). В башкирском языке топоним «Урал» осознаётся как весьма древний, вероятно, восходящий к пратюркскому языку. Его следует связывать с баш. үр ~ др.-тюрк. *ör «высота, возвышенность». Помимо данной версии, существует другая теория: название образовалось от общетюркского урау, то есть «пояс», «опоясывать»[10].

## Геологическое строение
Уральские горы образовались в позднем палеозое в эпоху интенсивного горообразования (герцинская складчатость). Формирование горной системы Урала началось в позднем девоне (около 350 млн лет назад) при формировании Пангеи и закончилось в триасе (около 200 миллионов лет назад).
Является составной частью Урало-Монгольского складчатого геосинклинального пояса. В пределах Урала на поверхность выходят деформированные и часто метаморфизованные горные породы преимущественно палеозойского возраста. Толщи осадочных и вулканических пород обычно сильно смяты, нарушены разрывами, но в целом образуют меридиональные полосы, обусловливающие линейность и зональность структур Урала. С запада на восток выделяются:
- Предуральский краевой прогиб со сравнительно пологим залеганием осадочных толщ в западном борту и более сложным в восточном;
- зона западного склона Урала с развитием интенсивно смятых и нарушенных надвигами осадочных толщ нижнего и среднего палеозоя;
- Центральноуральское поднятие, где среди осадочных толщ палеозоя и верхнего докембрия местами выходят более древние кристаллические породы края Восточно-Европейской платформы;
- система прогибов-синклинориев восточного склона (наиболее крупные — Магнитогорский и Тагильский), выполненных главным образом среднепалеозойскими вулканическими толщами и морскими, нередко глубоководными осадками, а также прорывающими их глубинными изверженными породами (габброидами, гранитоидами, реже щелочными интрузиями) — т. н. зеленокаменный пояс Урала;
- Урало-Тобольский антиклинорий с выходами более древних метаморфических пород и широким развитием гранитоидов;
- Восточно-Уральский синклинорий, во многом аналогичный Тагильско-Магнитогорскому.

В основании первых трёх зон по геофизическим данным уверенно прослеживается древний, раннедокембрийский, фундамент, сложенный преимущественно метаморфическими и магматическими породами и образованный в результате нескольких эпох складчатости. Самые древние, предположительно архейские, породы выходят на поверхность в Тараташском выступе на западном склоне Южного Урала. Доордовикские породы в фундаменте синклинориев восточного склона Урала неизвестны. Предполагается, что фундаментом палеозойских вулканогенных толщ синклинориев служат мощные пластины гипербазитов и габброидов, местами выходящих на поверхность в массивах Платиноносного пояса и других родственных ему поясов; эти пластины, возможно, представляют собой отторженцы древнего океанического ложа Уральской геосинклинали. На востоке, в Урало-Тобольском антиклинории, выходы докембрийских пород довольно проблематичны.
Палеозойские отложения западного склона Урала представлены известняками, доломитами, песчаниками, образовавшимися в условиях преимущественно мелководных морей. Восточнее прерывистой полосой прослеживаются более глубоководные осадки континентального склона. Ещё восточнее, в пределах восточного склона Урала, разрез палеозоя (ордовик, силур) начинается изменёнными вулканитами базальтового состава и яшмами, сопоставимыми с породами дна современных океанов. Местами выше по разрезу залегают мощные, также изменённые спилит-натро-липаритовые толщи с месторождениями медноколчеданных руд. Более молодые отложения девона и отчасти силура представлены преимущественно андезито-базальтовыми, андезито-дацитовыми вулканитами и граувакками, отвечающими в развитии восточного склона Урала стадии, когда океаническая земная кора сменилась корой переходного типа. Каменноугольные отложения (известняки, граувакки, кислые и щелочные вулканиты), связаны с наиболее поздней, континентальной стадией развития восточного склона Урала. На этой же стадии внедрилась и основная масса палеозойских, существенно калиевых, гранитов Урала, образовавших пегматитовые жилы с редкими ценными минералами. В позднекаменноугольно-пермское время осадконакопление на восточном склоне Урала почти прекратилось и здесь сформировалось складчатое горное сооружение; на западном склоне в это время образовался Предуральский краевой прогиб, заполненный мощной (до 4-5 км) толщей обломочных пород, сносившихся с Урала, — молассой. Триасовые отложения сохранились в ряде впадин-грабенов, возникновению которых на севере и востоке Урала предшествовал базальтовый (трапповый) магматизм. Более молодые толщи мезозойских и кайнозойских отложений платформенного характера полого перекрывают складчатые структуры по периферии Урала.
Предполагается, что палеозойская структура Урала заложилась в позднем кембрии — ордовике в результате раскалывания позднедокембрийского континента и раздвижения его обломков, вследствие чего образовалась геосинклинальная впадина с корой и осадками океанического типа в её внутренней части. Впоследствии раздвижение сменилось сжатием и океаническая впадина начала постепенно закрываться и «зарастать» вновь формирующейся континентальной корой; соответственно менялся характер магматизма и осадконакопления. Современная структура Урала носит следы сильнейшего сжатия, сопровождавшегося сильным поперечным сокращением геосинклинальной впадины и образованием пологих чешуйчатых надвигов — шарьяжей.
В позднем мезозое и начале кайнозоя Уральские горы периода складкообразования в значительной степени подверглись разрушению процессами выветривания и денудации, по складчатым структурам палеозоя развивались коры глубокого химического выветривания, в ряде случаев морские бассейны Западной Сибири и Восточно-Европейской равнины соединялись через систему проливов. Современная горная система Урала была образована в результате неоген-четвертичной тектонической активизации.  

## Сейсмология
Уральские горы относятся к медленно растущим горам. Обладают низкой сейсмоактивностью с магнитудой 3-6.
Различают несколько сейсмодоменов, в частности: Средне-Уральский, Кировско-Кажимский в которых располагается основная часть эпицентров (гипоцентров) землетрясений. Вдоль Уральских гор проходит крупный геологический разлом — Главный Уральский глубинный разлом.

## Географические аспекты
По восточному подножью Уральских гор проходит условная граница между Европой и Азией.
Географически Уральские горы делятся на пять частей:
- Полярный Урал,
- Приполярный Урал,
- Северный Урал,
- Средний Урал,
- Южный Урал.

На севере продолжением Уральского хребта можно считать горную систему Пай-Хой, на юге — Мугоджары.

### Горные хребты
- Аваляк
- Кумба
- Алатау
- Бакты
- Бардымский хребет
- Басеги
- Баштин
- Бехта
- Большая Сука́
- Большой Таганай
- Главный Уральский хребет
- Долгий мыс
- Жукатау
- Зигальга
- Зильмердак
- Зюраткуль
- Ирендык
- Ицыл
- Каратау
- Караташ
- Большой Калу
- Крыктытау
- Кумардак
- Кырыбужан
- Малый Таганай
- Машак
- Москаль
- Назминский хребет
- Нургуш
- Салдыс
- Средний Таганай
- Сулея
- Сухие горы
- Уреньга
- Уфалейский хребет
- Уралтау
- Чернореченский хребет
- Юрма
- Юрматау

### Вершины
Высочайшие вершины:
- Пай-Хой — гора Мореиз (Вэсэй-Пэ) (423 метра).
- Полярный Урал — гора Пайер (1472 метра над уровнем моря).
- Приполярный Урал — гора Народная (1895 метров), гора Манарага (1662 метра), гора Нёр-Ойка (или Неройка) (1645 метров).
- Северный Урал — гора Тельпосиз (1617 метров).
- Средний Урал — гора Ослянка (1119 метров).
- Южный Урал — гора Ямантау (1640 метров).
- Мугоджары — гора Боктыбай (657 метров).

### Озёра
Много озёр, известно озеро Таватуй (около 50 км к северу от Екатеринбурга), а также так называемые Челябинские озёра — несколько сотен крупных и мелких озёр, расположенных на севере Челябинской и частью на юго-востоке Свердловской областей. Некоторые из них (Увильды, Иртяш) имеют протяжённость более 10 км. К челябинским также относятся озёра Тургояк, Большие Касли и другие.

### Реки
- Белая
- Вишера
- Исеть
- Кама
- Кара
- Койва
- Кушва
- Куя
- Ляля
- Миасс
- Ница
- Печора
- Реж
- Собь
- Сылва
- Тагил
- Тобол
- Тура
- Урал
- Уса
- Уфа
- Чусовая
- Щекурья

## Полезные ископаемые
Урал — это сокровищница разнообразных полезных ископаемых. Из 55 видов важнейших полезных ископаемых, которые разрабатывались в СССР, на Урале представлено 48.
Для восточных районов Урала наиболее характерны месторождения медноколчеданных руд (Гайское, Сибайское, Дегтярское месторождения, Кировградская и Красноуральская группы месторождений), скарново-магнетитовых (Гороблагодатское, Высокогорск). Здесь расположены крупнейшие месторождения бокситов (Северо-Уральский бокситоносный район) и асбеста (Баженовское).
На западном склоне Урала в Приуралье и Зауралье имеются месторождения каменного угля (Печорский, Кизеловский, Челябинский угольные бассейны), нефти и газа (Волго-Уральский нефтегазоносный бассейн, Оренбургское газоконденсатное месторождение), калийных солей (Верхнекамский бассейн). Особенно Урал славится своими «самоцветами» — драгоценными, полудрагоценными и поделочными камнями (изумруд, аметист, аквамарин, яшма, родонит, малахит и др.).
В недрах гор содержится более двухсот разных минералов. Из Уральского малахита и яшмы сделаны чаши петербургского Эрмитажа, а также внутренняя отделка и алтарь храма «Спас на Крови».
- Малахит
- Берилл
- Аурикуприд
- Кварц
- Медь
- Крокоит
- Пирит
- Топаз
- Родонит

## Галерея
- Иремель
- Ямантау
- Таганай